# José Vicente Casabany
José Vicente Casabany fou un veí de Xirivella, militant de Comissions Obreres que morí en una càrrega policial a València el 7 de gener de 1977.
Casabany va morir a conseqüència d’un infart cardíac, quan en companyia d'un grup de treballadors fugia de les càrregues de la Policia en una manifestació el 7 de gener de 1977 el marc d’una vaga general del sector de la construcció o del sector naval a les comarques valencianes: una jornada de protestes contra els acomiadaments en empreses de la construcció enmig de moltíssima tensió i càrregues policials.
Josep Vicente tenia aleshores 31 anys. Havia estat acomiadat de l'empresa Aisina i formava part de les Comissions Obreres. Es dirigia cap a la marxa que s'havia organitzat a València, però va haver de fugir després de les primeres càrregues policials violentes. Casabany era tècnic industrial i estava a l’atur forçós en aquella època. L'enterrament va ser massiu, amb milers de treballadors al funeral i corones de flors i banderes de les Comissions Obreres i del Partit Comunista.